# The Album of the Soundtrack of the Trailer of the Film of Monty Python and the Holy Grail
The Album of the Soundtrack of the Trailer of the Film of Monty Python and the Holy Grail è un album pubblicato dai Monty Python nel 1975.
Contiene alcune scene del film Monty Python e il Sacro Graal, quindi è considerato come un album colonna sonora.

## Tracce

### Lato A
1. Introduction To The Executive Album Edition - 1:06
2. Tour Of The Classic Silbury Hill Theatre - 0:12
3. Live Broadcast From London: Premiere of the Film - 3:56
4. Narration From The Silbury Hill Gentelemn's Room/You're Using Coconuts - 2:56
5. Bring Out Your Dead - 1:03
6. King Arthur And The Old Woman: A Lesson In Anarco-Syndacalist Commune Living - 2:57
7. A Witch? - 2:47
8. A Lesson In Logic - 2:50
9. Knights of the Round Table - 1:35
10. The Quest of Holy Grail - 1:11
11. Live From The Parking At The Silbury Hill Theatre - 1:01
12. The Castle Of Louis De Lombard: A Strange Person - 2:25
13. Bomb Scare - 0:43

### Lato B
1. Executive Album Edition Announcement - 0:16
2. Another Executive Album Edition Announcement - 0:29
3. The Story Of The Film So Far - 2:11
4. The Tale of Sir Robin - 1:54
5. The Knights Who Say Ni! - 2:34
6. Interview with Filmaker Carl French - 2:38
7. The Tale of Sir Lancelout: The Swamp Castle - 4:38
8. Tim the Enchanter/A Shakesperean Critic - 3:29
9. A Foul-Tempered Rabbit - 2:33
10. The Bridge of Death - 3:58
11. Executive Album Edition Addendum - 0:54
12. The Castle Aaargh/The End - 2:45